# Bolitoglossa tenebrosa
Espèce
Bolitoglossa tenebrosa est une espèce d'urodèles de la famille des Plethodontidae.

## Répartition
Cette espèce est endémique du Guatemala. Elle se rencontre dans les départements de Zacapa, d'El Progreso et de Baja Verapaz entre 1 585 et 2 725 m d'altitude dans la Sierra de las Minas.

## Publication originale
- Vásquez-Almazán & Rovito, 2014 : A new species of black Bolitoglossa (Caudata: Plethodontidae) from Guatemala. Journal of Herpetology, vol. 48, no 4, p. 518–524.